# Nandor
Los Nandor, son uno de los clanes ficticios en los que se dividen los elfos dentro del legendarium creado por el escritor británico J. R. R. Tolkien. Son una rama de 
los elfos Teleri con Lenwë como líder, que decidieron dirigirse hacia el sur siguiendo el Anduin en lugar de continuar el viaje hacia el oeste.

## Historia

Esquema básico racial de los elfos de J. R. R. Tolkien.

Los Nandor, tras abandonar el camino de Olwë, siguieron el río Anduin hacia el Sur y se convirtieron en un pueblo aparte, que solo se asemejó a sus hermanos por el amor que sentían por el agua, y vivieron casi siempre junto a las cascadas y las corrientes. Fueron los elfos que mayor conocimiento tenían de las criaturas vivientes, de árboles e hierbas, aves y bestias.
Antes de que empezara la Primera Edad del Sol, Denethor, hijo de Lenwë, decidió reanudar el Viaje, largamente olvidado durante siglos, y junto con un nutrido grupo de elfos cruzó las Montañas Azules y vivió en Ossiriand, siendo conocidos como Laiquendi.
Poco se sabe de los caminos que siguieron los Nandor. Se dice, habitaron por largos años en los bosques del Valle del Anduin, y algunos llegaron por fin a la desembocadura y allí habitaron junto al Mar, y otros, abriéndose camino por Ered Nimrais, las Montañas Blancas, llegaron de nuevo al norte y penetraron en el páramo de Eriador, entre Ered Luin y las distantes Montañas Nubladas.
Entre los Nandorin más notables, además de Lenwë y Denethor, se encontraba Saeros, que contaba con el favor del rey Thingol de Doriath, pero que llegó a enemistarse con Túrin.
El Nandorin era la lengua de los nandor, pero con el paso de los años fue sustituida por el Sindarin.